# ناريمان يوسف
ناريمان يوسف. كاتبة ومترجمةمصرية

## دراستها الأكاديمية
حصلت ناريمان يوسف علي درجة البكالوريوس في علوم الحاسب من الجامعة الأميريكية في القاهرة قبل انتقالها إلي بريطانيا لاستكمال الدراسات العليا حيث حصلت علي درجة الماجستير من كلية بيركيبك في جامعة أدنبرة. حالياً طالبة دكتوراه بجامعة مانشستر. ارتبطت بمركز الدراسات المتقدمة للعالم العربي.

## أعمالها
كمترجمة أدبية، ترجمت ناريمان يوسف «الحفيدة الأميريكية» للكاتبة العراقية إنعام كجة جي التي دخلت في القائمة النهائية «القصيرة» للجائزة العالمية للرواية العربية لعام 2009 ونشرت الترجمة الإنجليزية دار بلومزبري مؤسسة قطر للنشر. وقد امتدحت مجلة بانيبال ترجمة ناريمان يوسف قائلة «النسخة الإنجليزية المترجمة بمهارة بواسطة ناريمان يوسف، تعد إضافة مرحب بها إلي الأدب العربي في الترجمة».
وقامت ناريمان يوسف أيضا بترجمة الشعر للشاعر العمانة كهتي عبد الله الريامي وغيره.
بالإضافة إلي ذلك، قد كتبت كتاب إلكتروني عن الثورة المصرية تحت عنوان «صيف الاضطرابات: التحرير - 18 يوماً» الذي أطلق بواسطة [كتب العهد].